# Bota, Bacău
Bota este un sat în comuna Ungureni din județul Bacău, Moldova, România. Deși dispărut, el încă apare în legea administrației locale din România. Initial comuna se numea Lecca, numele boierului care detinea satele din zona, printre care si Bota, sat exclusiv formati din tigani, care primisera dreptul de la boier sa isi construiasca bordeie in acea zona si sa stapaneasca cate o bucatica de pamant. Tiganii erau folositi la curtea boierului si la muncile campului, conform marturiilor celor batrani, ca peste tot in acele vremuri. Tiganii din Bota s-au relocat treptat in satele Zlatari si in Ungureni, ultimele ramasite fiind datate acum jumatate de veac.